# Bungkal
Bungkal is een bestuurslaag in het regentschap Ponorogo van de provincie Oost-Java, Indonesië. Bungkal telt 2683 inwoners (volkstelling 2010).